# Răzvan Șelariu
Răzvan Dorin Șelariu (2 novembre 1983) è un ex ginnasta rumeno.

## Palmarès

### Olimpiadi
- 1 medaglia:
  - 1 bronzo (Atene 2004 nel concorso a squadre)

### Europei
- 7 medaglie:
  - 1 oro (Lubiana 2004 a squadre)
  - 4 argenti (Debrecen 2005 nel concorso individuale; Debrecen 2005 nel corpo libero; Volos 2006 a squadre; Losanna 2008 nel corpo libero)
  - 2 bronzi (Debrecen 2005 nel volteggio; Losanna 2008 a squadre)